# Camporosso
Camporosso (Camporosso in ligure) è un comune italiano di 5 662 abitanti della provincia di Imperia in Liguria.

## Geografia fisica
Il territorio di Camporosso è ubicato nella Riviera dei Fiori, dove si affaccia sul mar Ligure per un breve tratto di circa 300 m, quest'ultimo tra i meno estesi d'Italia. Si estende nell'ampio fondovalle alluvionale alla destra del torrente Nervia e ai piedi della dorsale collinare che divide dalla valle del Roia. Sopra al torrente passa il Viadotto Nervia dell'autostrada A10, detta anche Autostrada dei Fiori.
Tra le vette del territorio il monte Carbone (442 m).
Nel territorio comunale camporossino è preservata un'oasi naturalistica e faunistica, sito di interesse comunitario, posta alla foce del torrente Nervia, detta oasi del Nervia.

## Storia

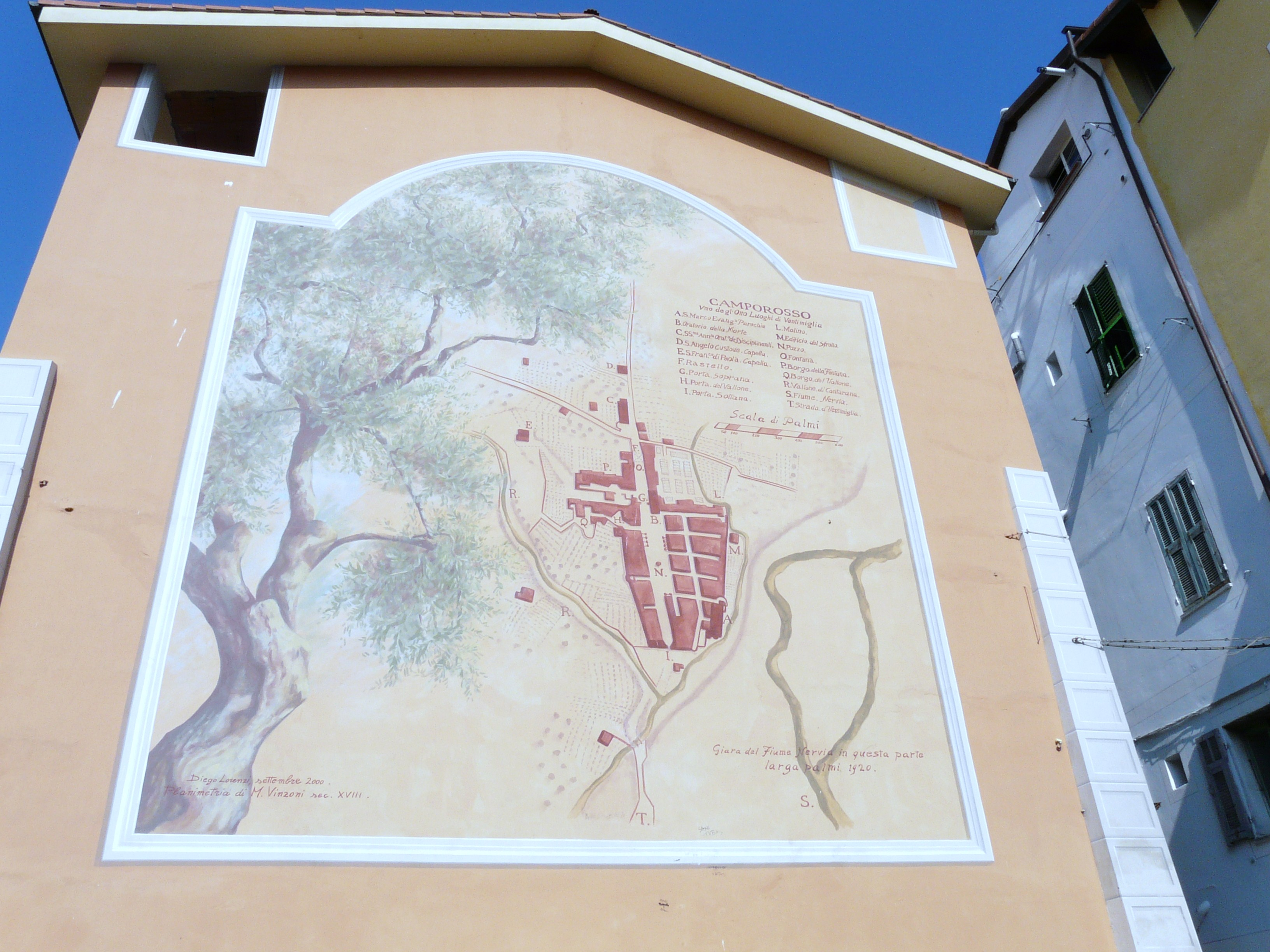
Raffigurazione del territorio di Camporosso ripreso in una mappa settecentesca del cartografo Matteo Vinzoni

Il toponimo Camporosso deriva dal latino Campus Rubeus riconducibile ai boschi di oleandri rossi, lungo le rive del torrente Nervia. Altre deduzioni fanno inoltre presupporre il significato del nome al colore un po' rossiccio del terreno.
Del periodo romano rimangono a oggi un cippo funerario e resti dell'acquedotto che riforniva Albintimilium, l'odierna Ventimiglia, con le acque del torrente Seborrino. Sono tuttavia presenti reperti archeologici di età preromana nei castellari ubicati presso le cime Bandiera, Fontane e Ciaixe.
La storia di Camporosso seguì di fatto quella della comunità di Ventimiglia — la dominazione dei conti Lascaris e del comune intemelio — nonostante il suo territorio sia posto al confine con Dolceacqua, dominio antico della famiglia genovese Doria, avversari dei conti ventimigliesi. Proprio la vicinanza con Ventimiglia scatenò nei secoli battaglie sanguinose subendo frequentemente occupazioni militari dal borgo rivale. La prima citazione documentata di Camporosso è risalente al 1256 o 1259.
Già sede di un proprio scalo commerciale lungo le sponde del torrente Nervia, solamente nel corso del XV secolo ebbe assieme ad altri luoghi e comunità vicine una maggiore fase di importanza nelle scelte di governo del Comune di Ventimiglia. Per scongiurare altre incursioni dei pirati saraceni nel Cinquecento il territorio di Camporosso fu cinto da mura difensive e tre porte d'accesso al borgo vecchio (demolite nel corso del XVIII secolo).
Un importante atto della storia di Camporosso fu siglato il 21 aprile 1686 quando le "ville" orientali di Ventimiglia (Bordighera, Borghetto San Nicolò, Camporosso, San Biagio della Cima, Sasso, Soldano, Vallebona e Vallecrosia) andarono a costituire la Magnifica Comunità degli Otto Luoghi: una prima realtà confederativa di collaborazione e associazionismo tra borghi, retta da "capitoli di buon governo" e gestita da quattro sindaci e da un parlamento centrale (composto da venti delegati, ai quali era affidato il compito di amministrare il territorio della comunità), ma con ampia e singola autonomia dei rispettivi luoghi. Una comunità formata da quattro circoscrizioni (Bordighera, Camporosso, Vallebona e Vallecrosia) e amministrativamente ascritta al capitaneato di Ventimiglia (non più quindi alle dirette dipendenze dell'ente intemelio), all'interno dei confini della Repubblica di Genova, e che sopravvisse per oltre un secolo.

Il Dipartimento delle Alpi Marittime nel 1805, con Camporosso (in arancione) nel cantone di Ventimiglia

Fu la successiva dominazione napoleonica del 1797 a provocare la caduta della repubblica genovese e, conseguentemente, la soppressione della Magnifica Comunità con l'istituzione di singole municipalità: Camporosso divenne quindi comune del cantone di Bordighera, nella Giurisdizione delle Palme con capoluogo Sanremo. Con la revisione degli ordinamenti della nuova Repubblica Ligure, nel 1802, fu inserito nel cantone di Ventimiglia all'interno della Giurisdizione degli Ulivi (capoluogo Oneglia). Con il Primo Impero francese, dal 1805, Camporosso entrò a far parte nel circondario di Sanremo del Dipartimento delle Alpi Marittime.
La caduta di Napoleone Bonaparte (1814) e il successivo congresso di Vienna portò il passaggio del territorio ponentino ligure nel Regno di Sardegna, nella contea e poi divisione di Nizza. Nel 1861 con il Regno d'Italia la municipalità di Camporosso fu inserita nel VIII mandamento di Ventimiglia del circondario di Sanremo della provincia di Nizza (poi provincia di Porto Maurizio dopo la cessione alla Francia del territorio nizzardo). Il regio decreto del 6 dicembre 1923 sancì la provvisoria cessazione del comune di Camporosso che, nella costituita provincia di Imperia, fu aggregato al comune di Ventimiglia; un successivo decreto reale del 7 agosto 1925 ricostituì l'ente municipale camporossino.
Nel XIX secolo la coltivazione delle olive e la produzione dell'olio di oliva fece fiorire l'economia del comune, alimentando il reddito di molte famiglie camporossine.
Nel 2006 il presidente della Repubblica Carlo Azeglio Ciampi, alla fine del suo settennato, ha concesso all'ente comunale il titolo onorifico di Città. Nell'occasione dei festeggiamenti per il riconoscimento è stata concessa nel gennaio 2007 la cittadinanza onoraria a Giuseppe Capponi, frate francescano cappuccino, meglio conosciuto come Padre Candido. L'amministrazione comunale ha infatti deciso di concedere la cittadinanza al frate per l'impegno con cui i frati francescani cappuccini hanno portato nel mondo la parola di san Francesco Maria da Camporosso detto "il Padre Santo".

### Simboli
Stemma
Gonfalone

Lo stemma e il gonfalone sono stati concessi con decreto del presidente della Repubblica dell'11 maggio 1963.

## Monumenti e luoghi d'interesse

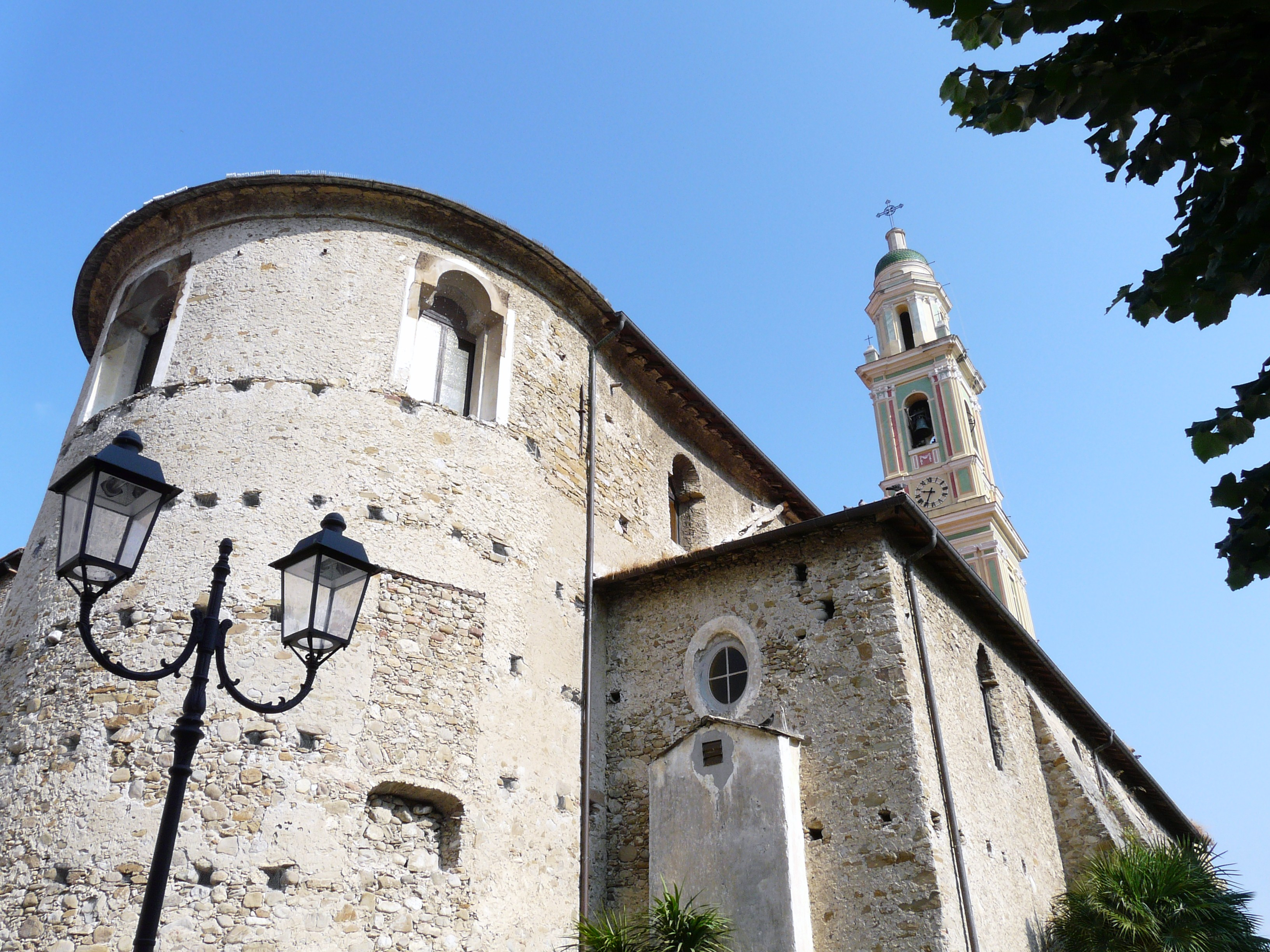
La chiesa parrocchiale di San Marco Evangelista (lato sud) a Camporosso

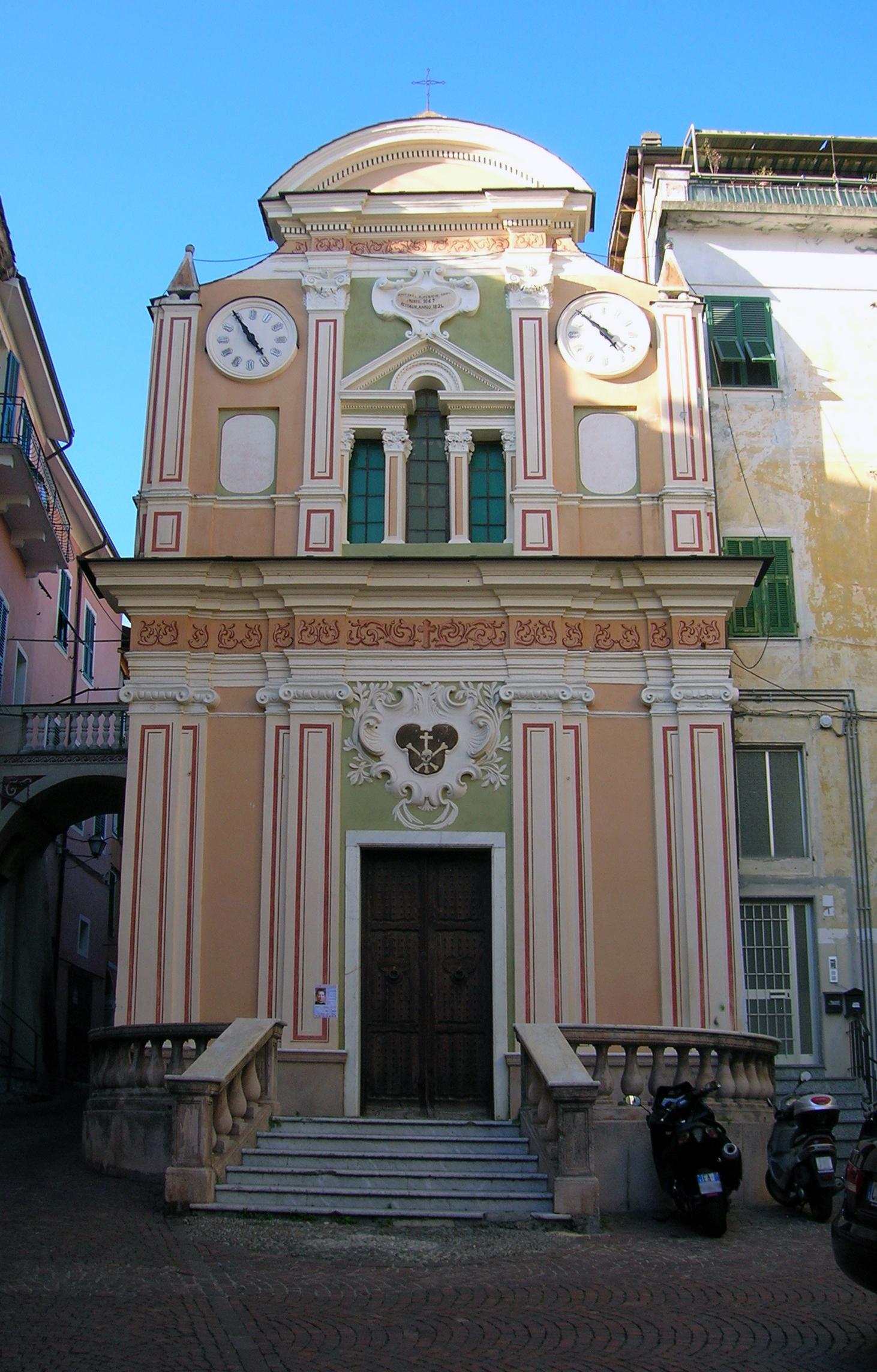
L'oratorio del Suffragio nel centro storico di Camporosso

### Architetture religiose
- Chiesa parrocchiale di San Marco Evangelista nel centro storico. Fu costruita nel XV secolo e ampliata nel Settecento. Il campanile del XIX secolo è stato recentemente restaurato. All'interno sono presenti diversi polittici e una statua in legno raffigurante San Marco del XVI secolo
- Oratorio dei Neri (o del Suffragio). L'edificio è situato sul fondo di piazza Garibaldi, la piazza principale del centro storico di Camporosso, ed è preceduto da un'ampia scalinata con doppia balaustra incurvata. Sulla facciata è collocato, dal 1787, l'orologio della vicina chiesa parrocchiale di San Marco
- Chiesa di San Pietro, risalente all'XI secolo, adiacente al cimitero, è una struttura in stile romanico a una sola navata con abside semicircolare; l'edificio fu in seguito ampliato aggiungendo una nuova navata laterale
- Oratorio dei Bianchi (o dell'Annunziata) nel capoluogo, del XVI secolo, ornato da un campanile triangolare e da affrescature interne databili al Seicento
- Cappella di San Francesco Maria da Camporosso nella località di Braie
- Cappella della Madonna della Neve nella frazione di Ciaixe, del 1436
- Cappella di San Giacomo nella frazione di San Giacomo
- Chiesa parrocchiale della Santissima Trinità nella frazione di Trinità, del 1689

### Aree naturali
- Oasi del Nervia, tra i comuni di Camporosso e Ventimiglia.

## Società

### Evoluzione demografica
Abitanti censiti

Nelle rilevazioni demografiche del 2007 Camporosso ha avuto la particolarità di risultare il comune con la percentuale più elevata di minori di tutta la Liguria. Al 24 gennaio 2007 su una popolazione residente di 5 498 abitanti ben 966 camporossini rientravano nella fascia minorile 0-18 anni.

### Etnie e minoranze straniere

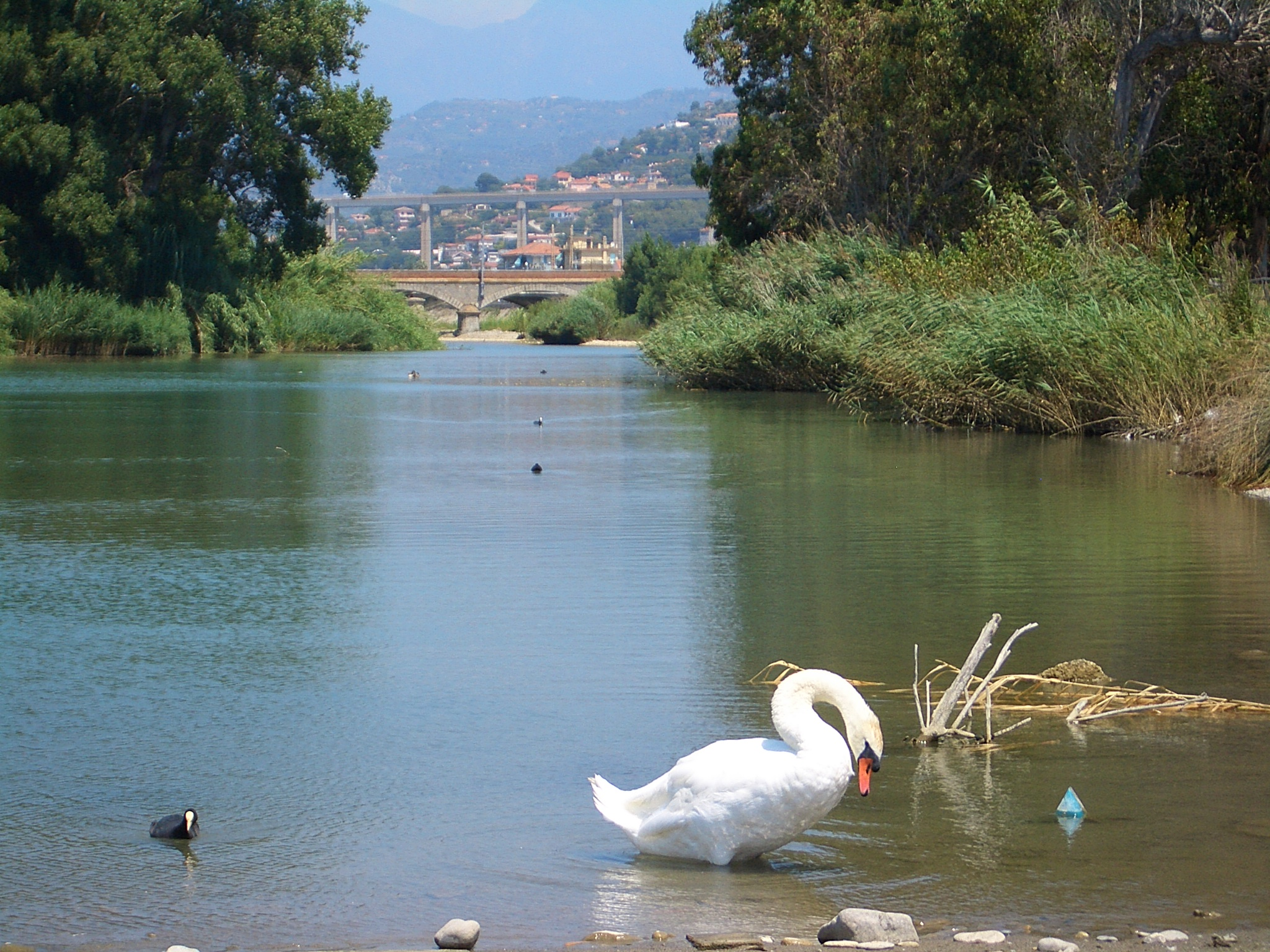
L'oasi del Nervia

Secondo i dati Istat al 31 dicembre 2019, i cittadini stranieri residenti a Camporosso sono 471, così suddivisi per nazionalità, elencando per le presenze più significative:
1. Romania, 106
2. Marocco, 60
3. Cina, 57
4. Francia, 50

## Cultura

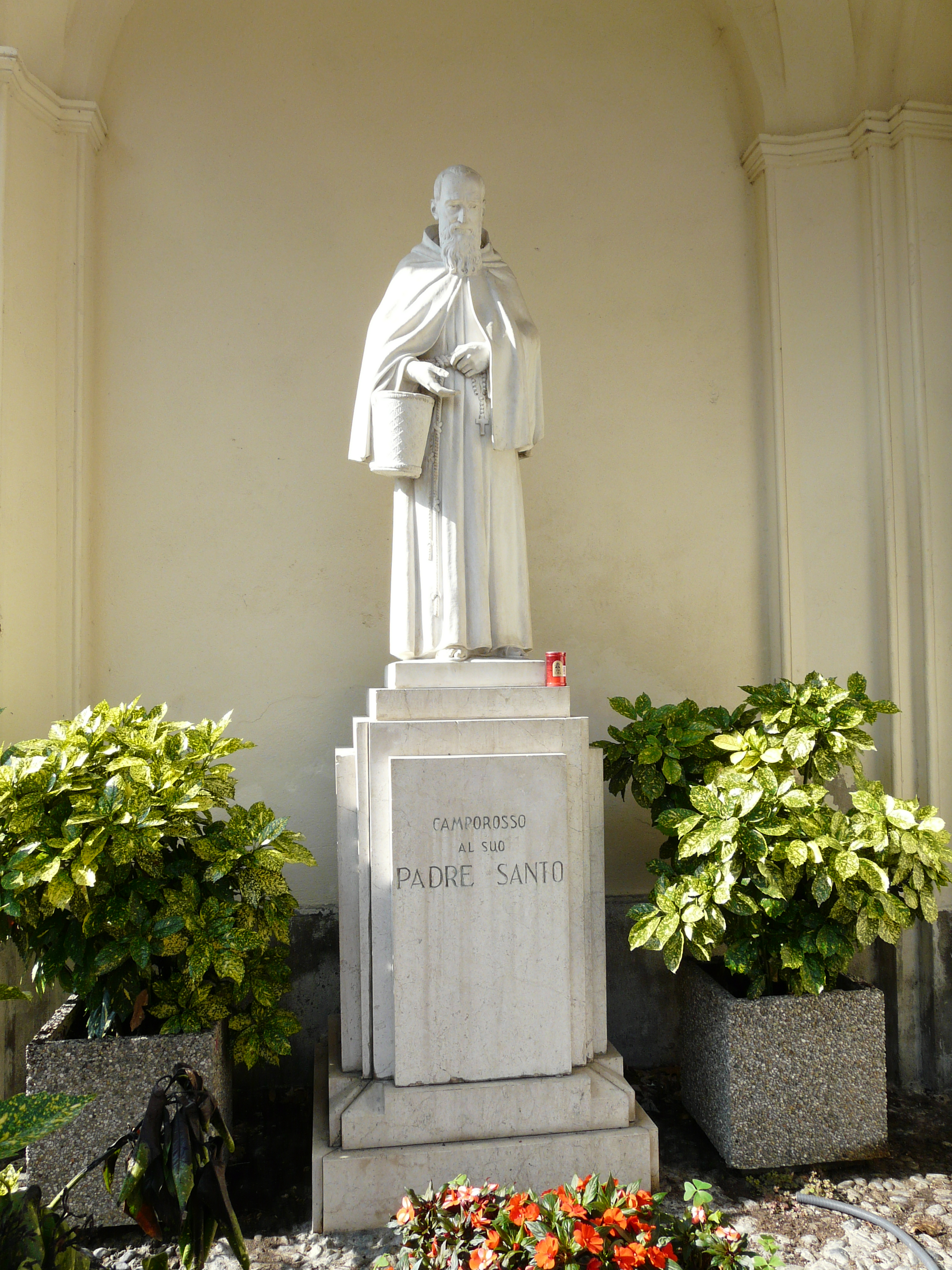
Statua a san Francesco Maria da Camporosso, al secolo Giovanni Croese

### Cucina
Tra i prodotti culinari tipici del territorio camporossino e dell'entroterra del val Nervia vi sono i barbagiuai (ravioli fritti, ripieni di zucca profumati con formaggio brusso ed erbe aromatiche) e dolcetti di pasta frolla e nocciole localmente denominate bane.

## Geografia antropica
Il territorio comunale è costituito, oltre al capoluogo, dalle frazioni di Balloi, Brunetti, Camporosso Mare, Ciaixe, Magauda, San Giacomo e Trinità per una superficie territoriale di 17,94 km².
Confina a nord con i comuni di Ventimiglia e Dolceacqua, a sud è bagnato dal mar Ligure, a ovest con Ventimiglia, a est con San Biagio della Cima e Vallecrosia.

## Economia
Si basa principalmente sull'attività agricola. La località ha ottenuto dalla FEE-Italia (Foundation for Environmental Education) il conferimento della Bandiera blu per la qualità delle sue spiagge nel 2013.

## Infrastrutture e trasporti

### Strade
Il territorio di Camporosso è attraversato principalmente dalla strada provinciale 64 che nel tratto più a sud s'innesta con la strada statale 1 Via Aurelia, ai confini con Ventimiglia, e prosegue a nord verso Dolceacqua.

## Amministrazione

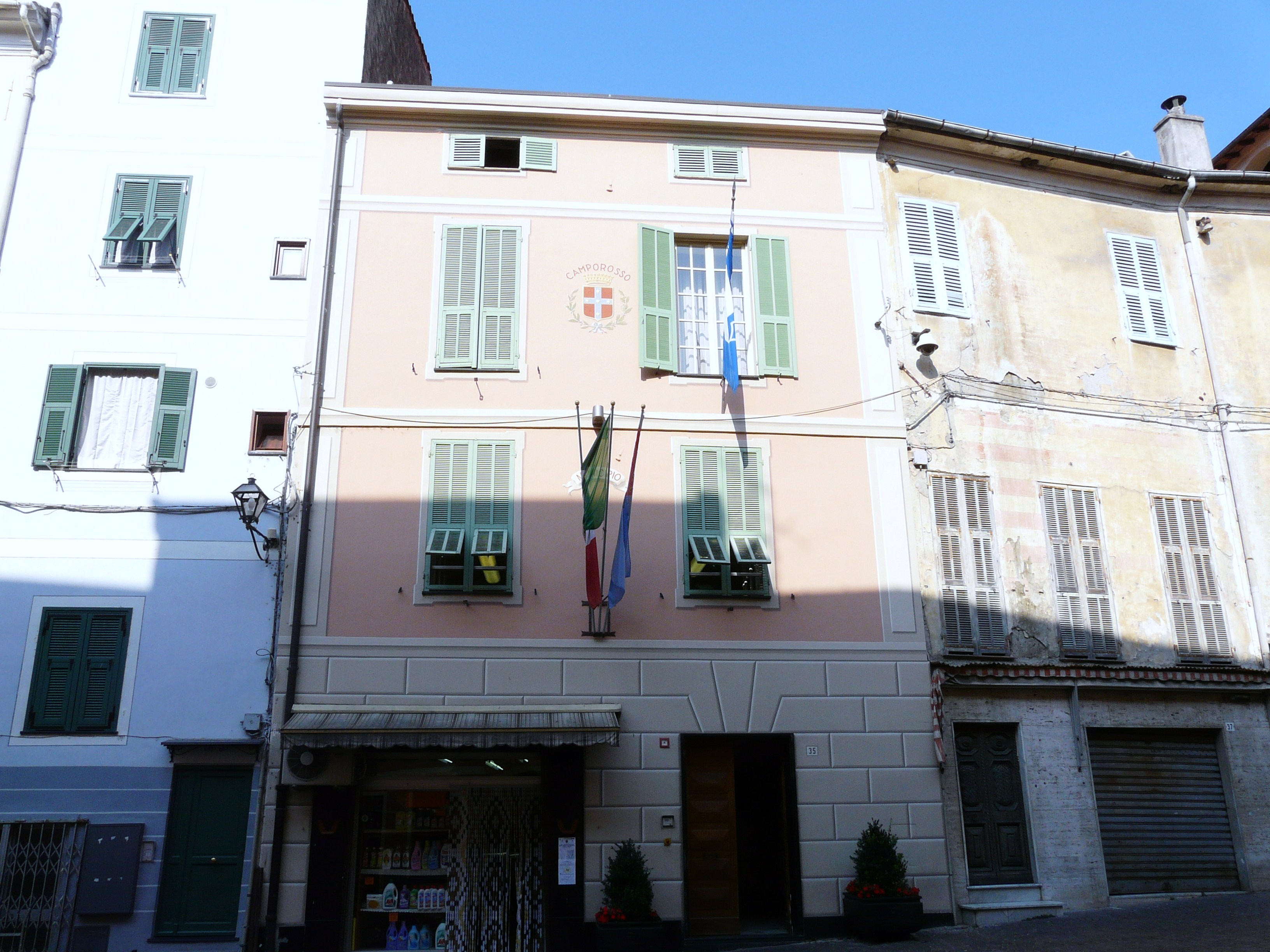
Il municipio

| Periodo        | Periodo        | Primo cittadino | Partito                                      | Carica  | Note |
| -------------- | -------------- | --------------- | -------------------------------------------- | ------- | ---- |
| 4 giugno 1985  | 18 maggio 1990 | Achille Grassi  | Democrazia Cristiana                         | Sindaco |      |
| 18 maggio 1990 | 24 aprile 1995 | Aldo Rossi      | Indipendente                                 | Sindaco |      |
| 24 aprile 1995 | 14 giugno 1999 | Aldo Rossi      | lista civica di sinistra                     | Sindaco |      |
| 14 giugno 1999 | 14 giugno 2004 | Marco Bertaina  | lista civica                                 | Sindaco |      |
| 14 giugno 2004 | 8 giugno 2009  | Marco Bertaina  | lista civica                                 | Sindaco |      |
| 8 giugno 2009  | 26 maggio 2014 | Tiziana Civardi | Per un'amministrazione aperta (lista civica) | Sindaco |      |
| 26 maggio 2014 | 26 maggio 2019 | Davide Gibelli  | Camporosso nel cuore (lista civica)          | Sindaco |      |
| 27 maggio 2019 | 10 giugno 2024 | Davide Gibelli  | Camporosso nel cuore (lista civica)          | Sindaco |      |
| 10 giugno 2024 | in carica      | Davide Gibelli  | Sempre più Camporosso (lista civica)         | Sindaco |      |

### Altre informazioni amministrative
Dal 1973 al 31 dicembre 2008 ha fatto parte della Comunità montana Intemelia.

## Sport
A seguito dell'incidente accorso a Rolf Stommelen nel Gran Premio di Spagna del 1975 disputatosi sul circuito cittadino di Montjuic, si accese una polemica sulla sicurezza di questo tipo di tracciati, così si progettò di realizzare per il 1976 un circuito permanente sul territorio comunale che andasse a sostituire il vicino circuito cittadino di Monte Carlo. Il progetto dell'Autodromo dei Fiori non si sviluppò ulteriormente.

### Calcio
- U.S. Camporosso, militante nel campionato di Prima Categoria.